# 독호초등학교
독호초등학교는 대한민국 충청남도 서산시 대산읍 독곶리 산75-1에 있었던 공립 초등학교이다.

## 연혁
- 1964년 10월 1일 명지국민학교 독곶분실로 개교
- 1966년 5월 4일 독곶분교장 설립 인가
- 1968년 3월 12일 독호국민학교(6학급) 개교(설립인가 3월 1일)
- 1996년 3월 1일 독호초등학교로 개칭
- 2004년 3월 1일 독호초등학교 폐교